# Västra Jönsen
Västra Jönsen är en sjö i Bollnäs kommun i Hälsingland och ingår i Testeboåns huvudavrinningsområde. Sjön är 9 meter djup, har en yta på 0,528 kvadratkilometer och befinner sig 332,2 meter över havet. Sjön avvattnas av vattendraget Jönsån.

## Delavrinningsområde
Västra Jönsen ingår i det delavrinningsområde (678309-152176) som SMHI kallar för Inloppet i Östra Jönssen. Medelhöjden är 346 meter över havet och ytan är 11,51 kvadratkilometer. Det finns inga avrinningsområden uppströms utan avrinningsområdet är högsta punkten. Jönsån som avvattnar avrinningsområdet har biflödesordning 2, vilket innebär att vattnet flödar genom totalt 2 vattendrag innan det når havet efter 95 kilometer. Avrinningsområdet består mestadels av skog (83 procent). Avrinningsområdet har 1,08 kvadratkilometer vattenytor vilket ger det en sjöprocent på 9,4 procent.